# The Mighty Magnor
The Mighty Magnor és una sèrie de còmic de sis números publicada en 1993 per Malibu Comics creada pel mateix equip de Groo: l'artista i guionista Sergio Aragonés, amb coguionista Mark Evanier, el colorista Tom Luth i el retolista Stan Sakai.

## Argument
La sèrie explica la història d'un astronauta amnèsic que acaba en les mans de dos artistes de còmics, i és una sàtira sobre el gènere dels superherois i de la policia, que veu les crisis com una oportunitat per utilitzar la maquinària de setge militar per "mostrar l'orgull de la gran policia de la ciutat".

## Portada emergent
El primer número de la sèrie tenia una variant amb una portada amb elements emergents.

## Premis
- Millor obra estrangera publicada a Espanya al Saló Internacional del Còmic de Barcelona de 1995.[3]